# Кручені паничі пурпурові
Кручені паничі пурпурові (Ipomoea purpurea) — вид рослин родини берізкових (Convolvulaceae), батьківщиною якої є Південна Америка й Північна Америка. Як і всі іпомеї, рослина обплітає себе навколо інших рослин досягаючи 2–3 м заввишки. Має листя у формі серця, стебла вкриті коричневими волосками, а квітки у формі труби 3–6 см у діаметрі, колір яких переважно від блакитного до пурпурового або білий. Насіння трикутної форми.

## Ареал
Рослина любить багато вологи та родючий ґрунт, але її можна зустріти на багатьох типах ґрунтів. Рослина натуралізована у теплих та помірних субтропічних регіонах по всьому світі. Хоча її часто вважають бур'яном, але також вирощують заради вишуканих квітів різних відтінків. Існує багато різних сортів. Серед найбільш поширених: I. purpurea 'Crimson Rambler' (червоно-пурпурові квітки з білою основою), 'Grandpa Ott's,' 'Kniola's Black Knight' та 'Star of Yelta' (квітне різними відтінками темно-пурпурового з білою або блідо-рожевою основою) та 'Milky Way' (Чумацький Шлях, білі квіти з бузковими вставками).

## Хімія
Насіння містить невелику кількість LSA, властивості якого дещо нагадують ЛСД.

### Колір квітів
Ацильовані цианідинові глікозиди можна виділити з фіолетово-блакитних квіток I. purpurea. Ці антоціаніни складаються з ціанідину 3-софорозид-5-глюкозиду, до якого приєднано залишок кофеїнової кислоти та/або p-кумарової кислоти.
Червоно-пурпурові квітки I. purpurea забарвлені ацильованими пеларгонідинами, які являють собою сполуку 3-софорозид-5-глюкозиду, до якого приєднано залишок кофеїнової та/або глюкозилкофеїнової кислоти.

## Медичне використання
Насіння має антигельмінтну, сечогінну і проносну дію. Застосовується для лікування набряків, олігурії, аскаридозу та запорів. Насіння містить невелику кількість галюциногену, схожого на ЛСД, який, у свою чергу, використовується в медицині для лікування деяких психічних розладів.

## Галерея

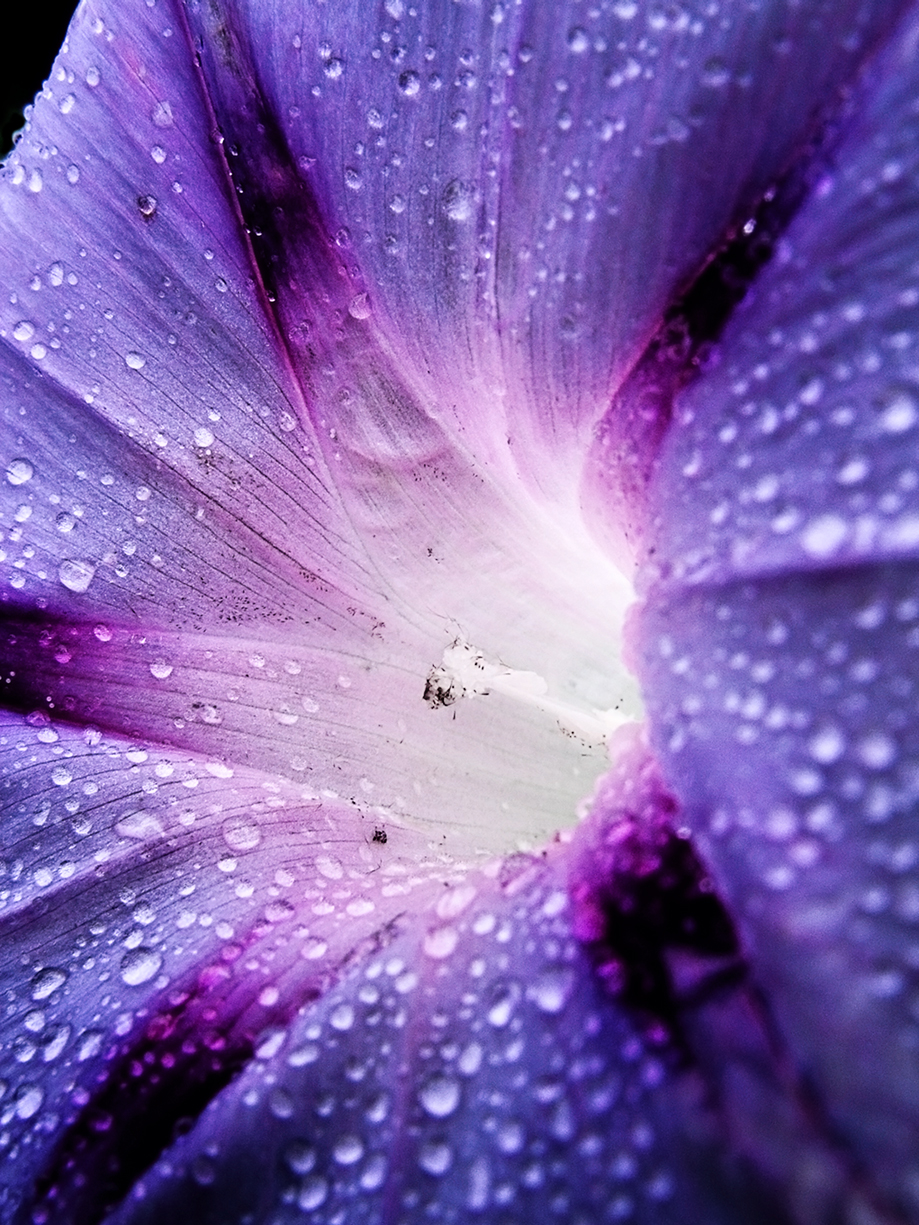
Світло-синя I. purpurea
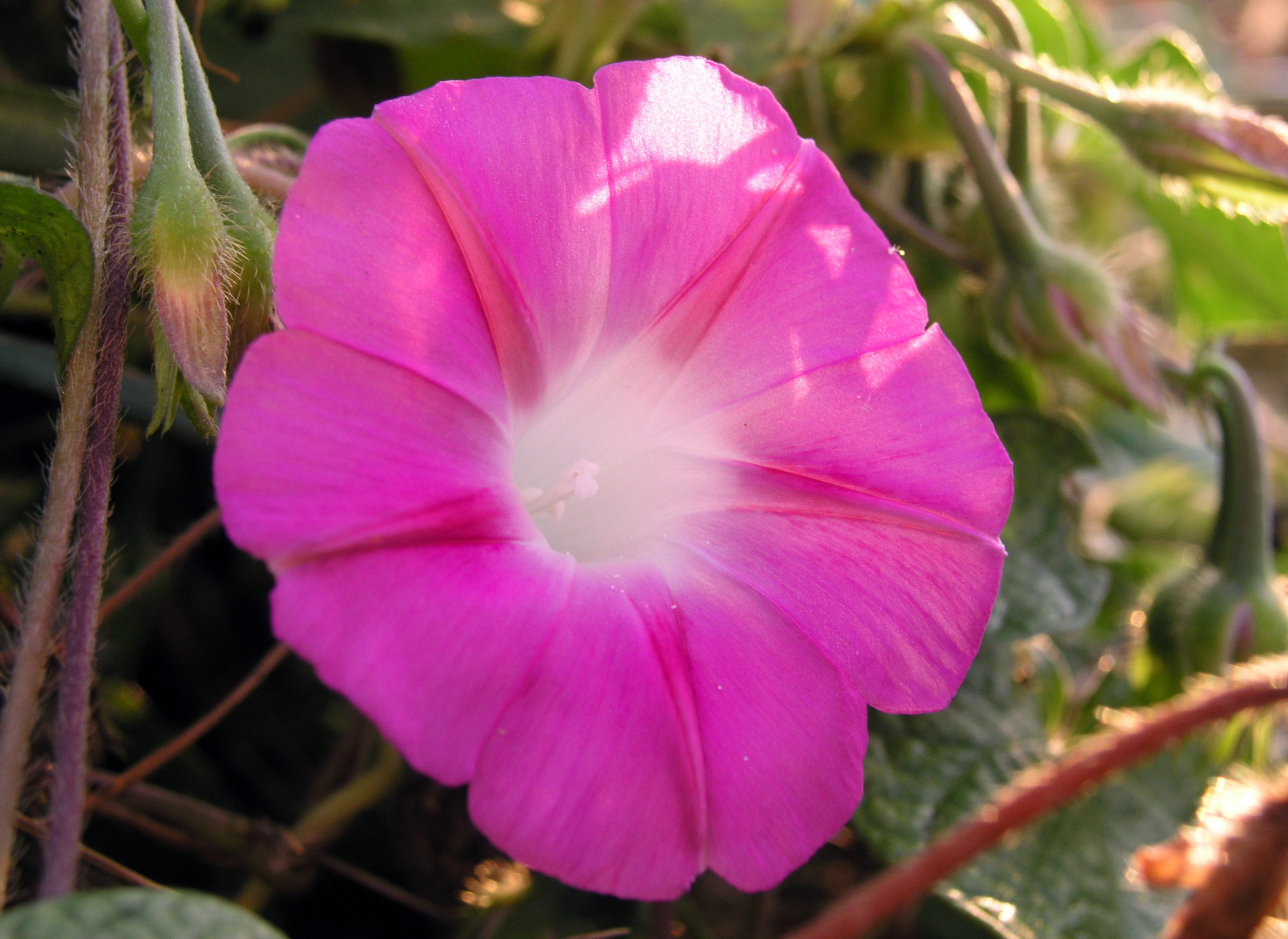
Рожева іпомея пурпурова
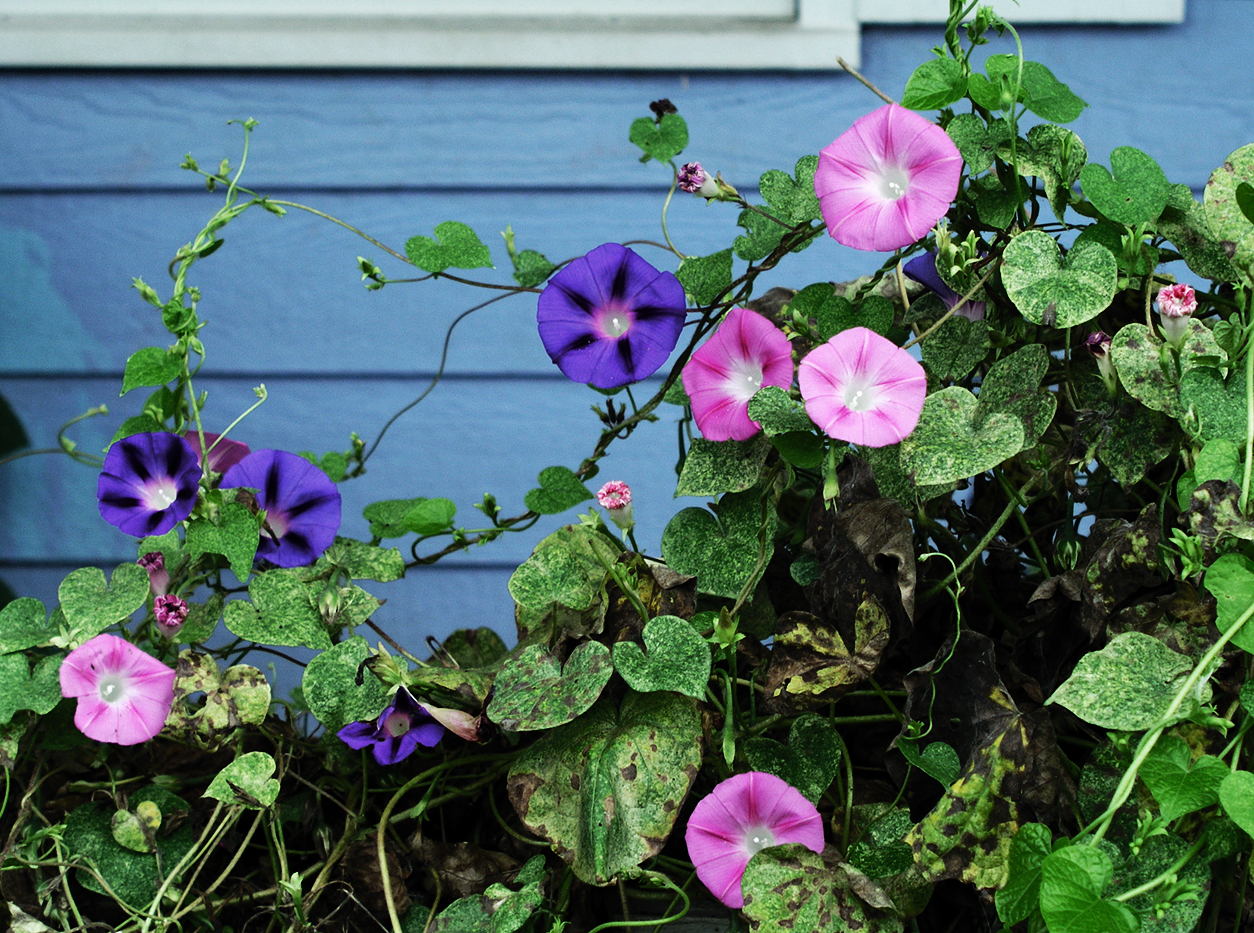
іпомея пурпурова в Логанвілі, Джорджія, США
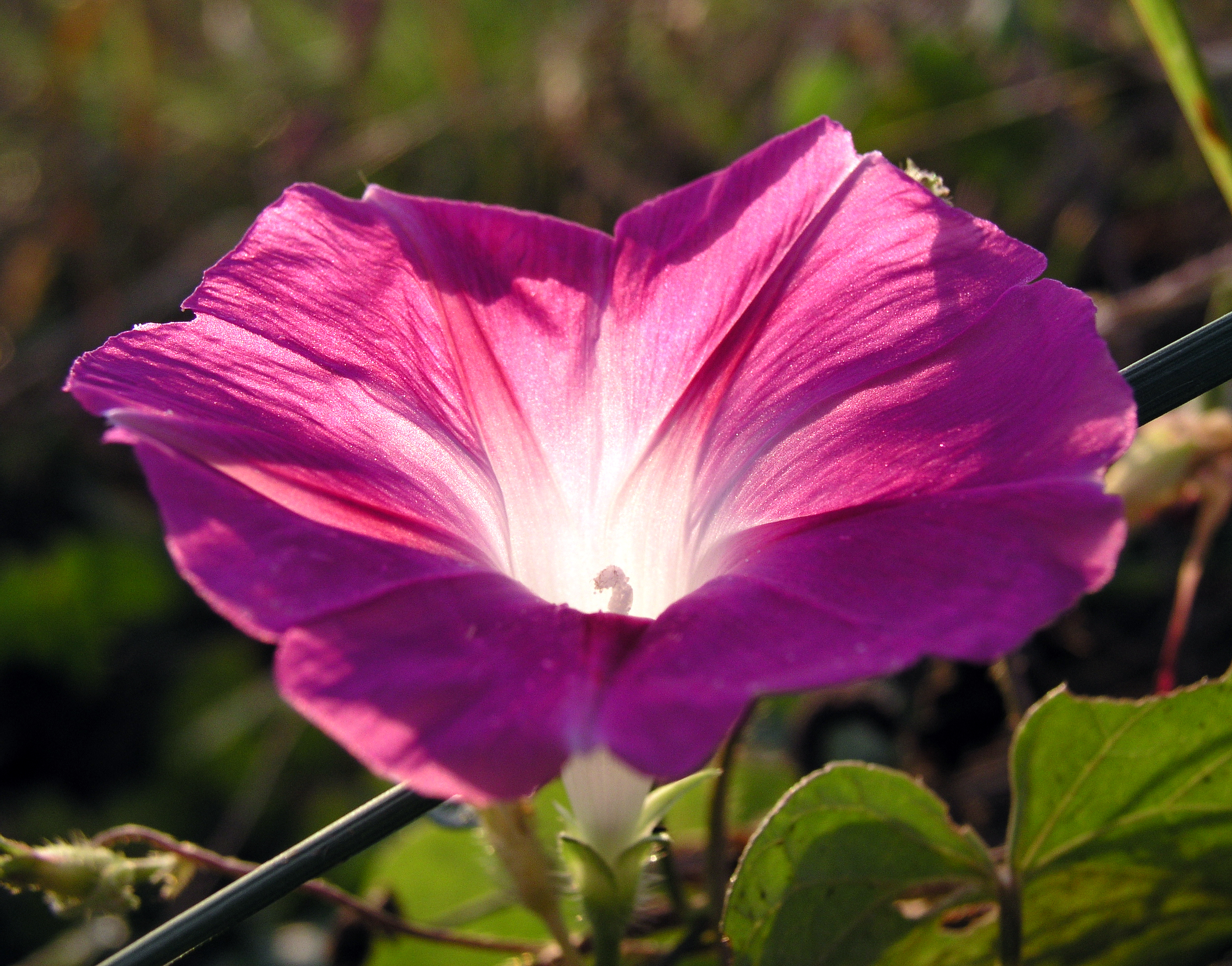
Пурпурова іпомея пурпурова
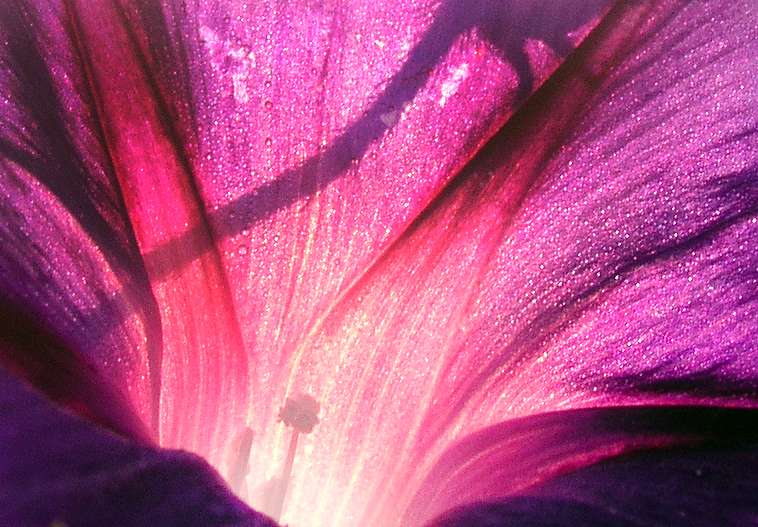
Пурпурова іпомея пурпурова зблизька
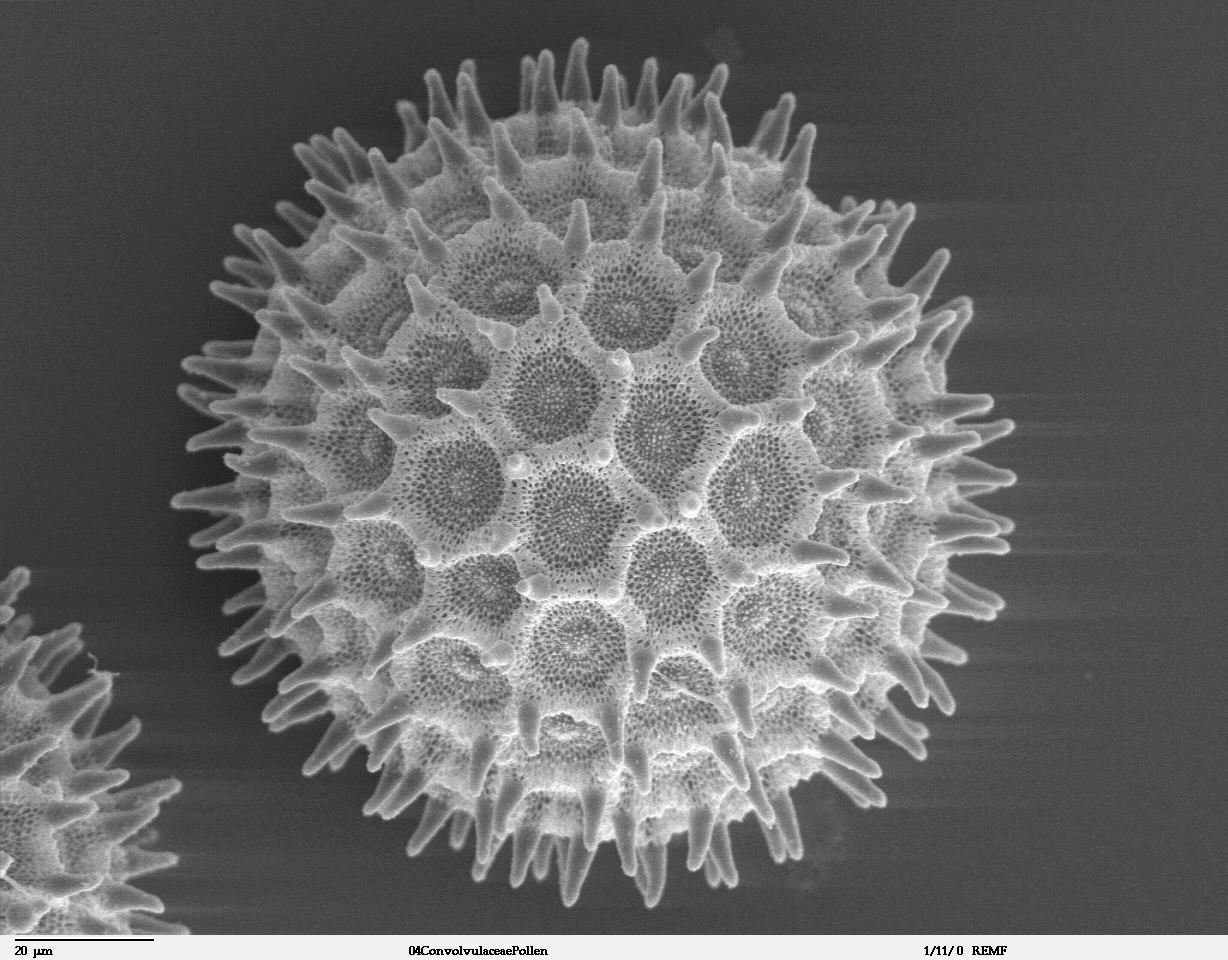
Пилок іпомеї пурпурової під електронним мікроскопом.